# Cornus (Sardinien)

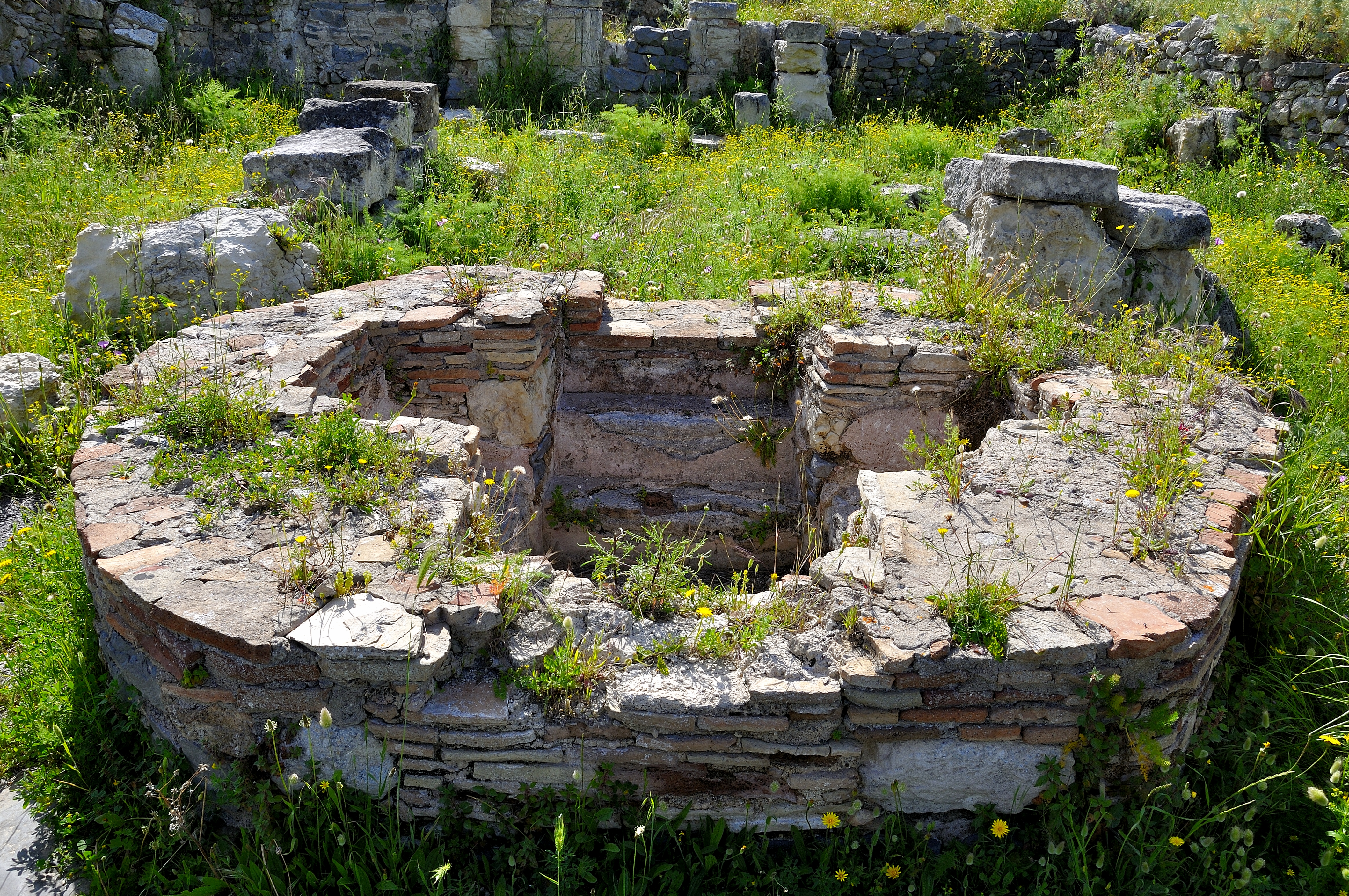
Ruinen von Cornus – Der Brunnen

Cornus war eine punisch-römische Stadt an der Westküste Sardiniens in der Provinz Oristano.
Cornus wurde wohl im 6. Jahrhundert v. Chr. gegründet und war von einer starken Befestigung geschützt. Im Zuge des sardischen Aufstandes unter Hampsicora und Hiostus gegen Rom im Jahre 215 v. Chr. wurde die Stadt von Titus Manlius Torquatus nach der Schlacht von Cornus zerstört. In der römischen Kaiserzeit war Cornus zunächst Municipium, seit dem 2. Jahrhundert Colonia. Es gab öffentliche Bauten wie Thermen und ein Aquädukt.
Im 4. Jahrhundert n. Chr. lag in der Nähe von Cornus die frühchristliche Stadt Columbaris. Dort befand sich ein wichtiges christliches Zentrum um eine der ältesten Kirchen Sardiniens, eine dreischiffige Basilika mit einer Apsis, in deren Mitte ein Taufbecken stand. Daneben finden sich die Reste anderer Gebäude und eine Nekropole. Während der Richterzeit (9. Jahrhundert) wurde der Ort endgültig aufgegeben.

Cornus
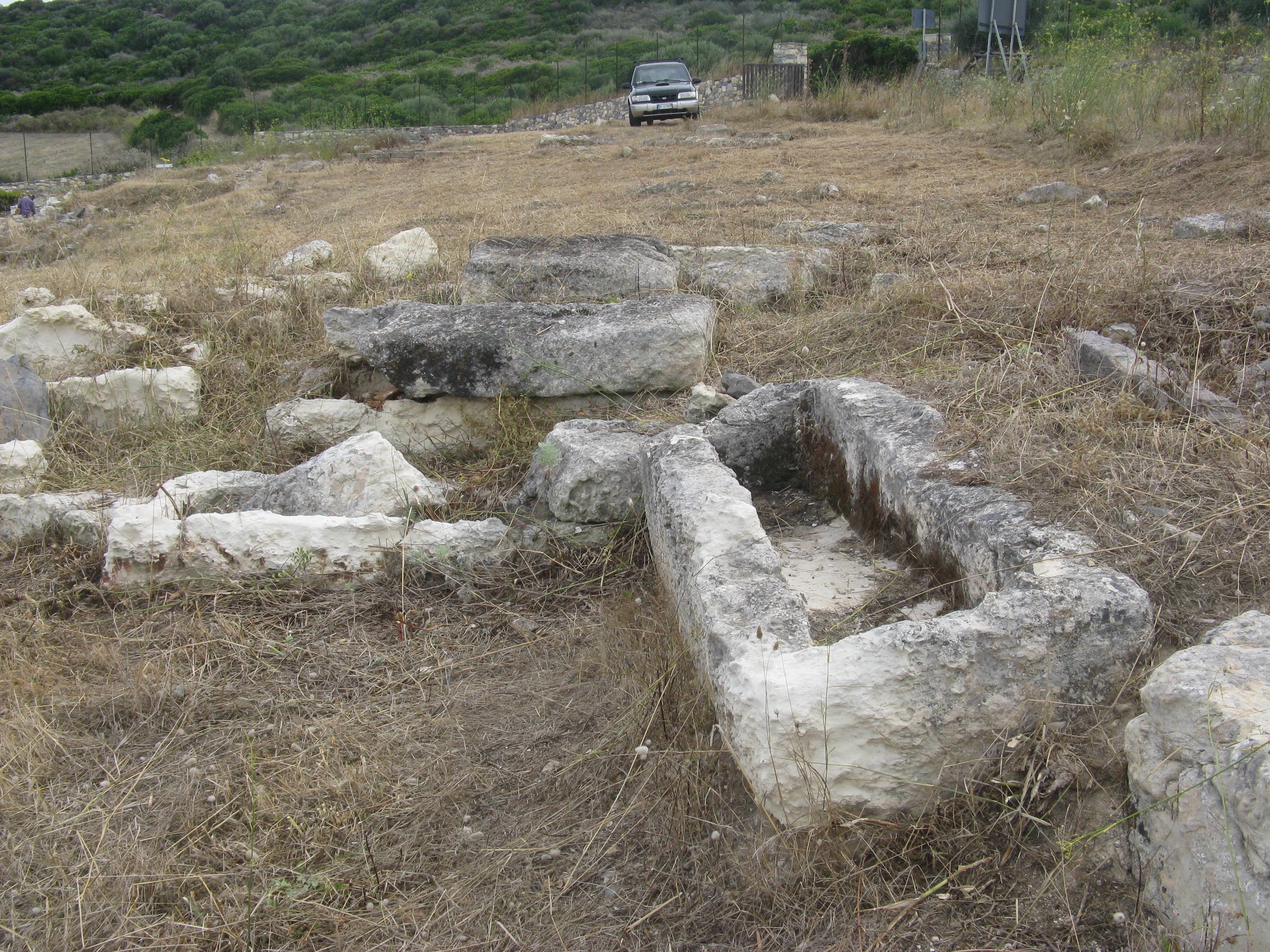
Sarkophage
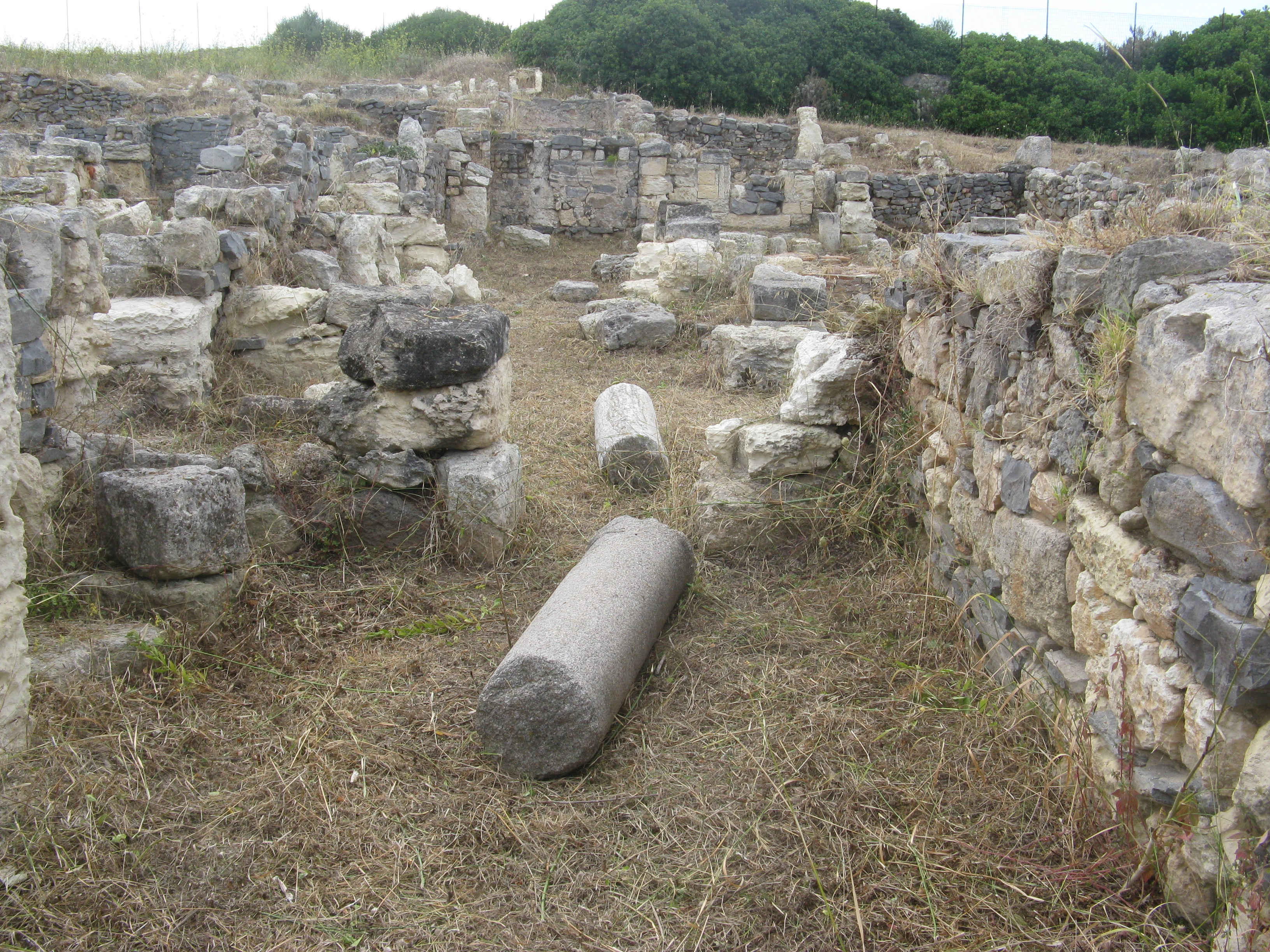
Ruinen der Stadt
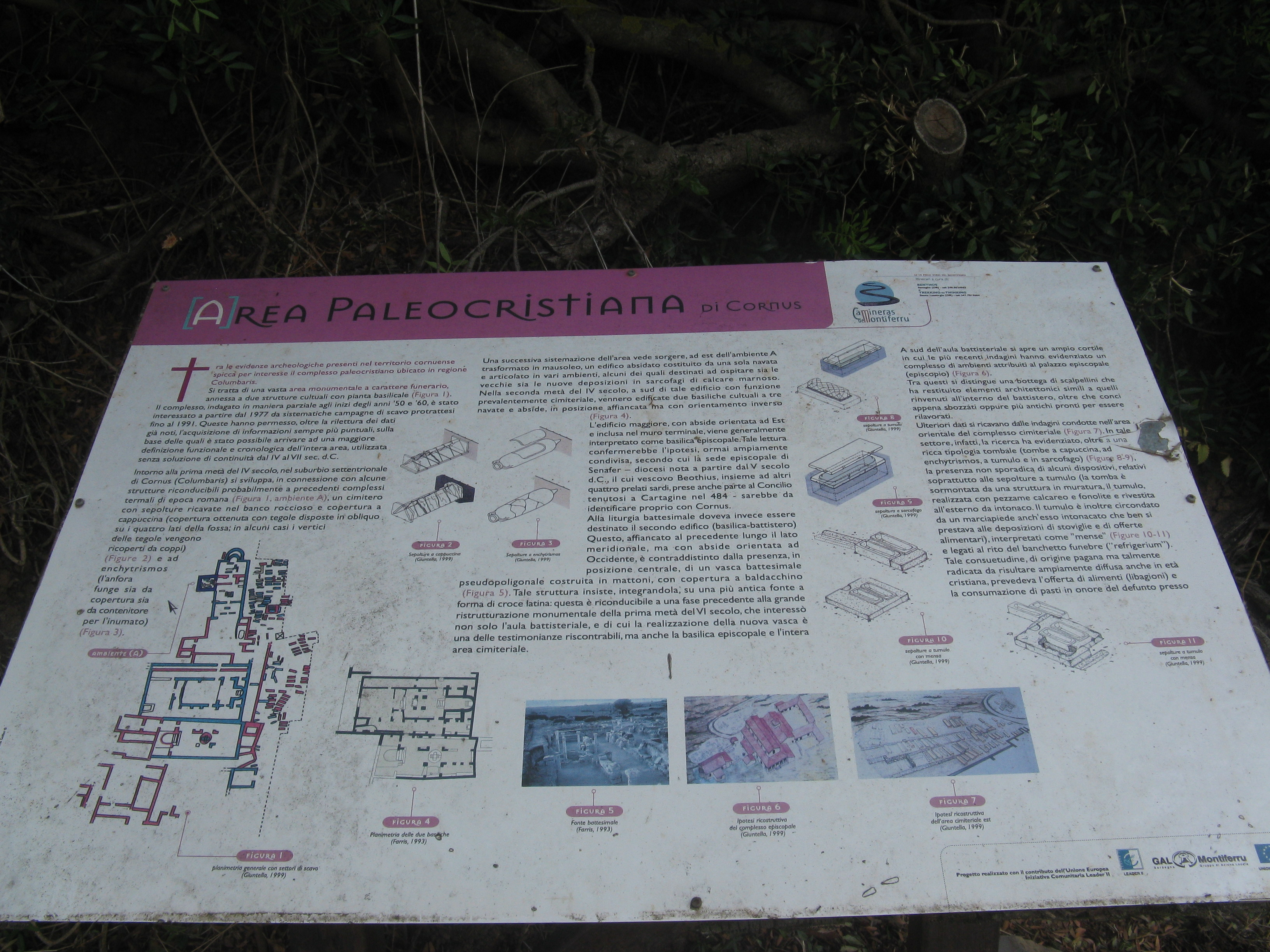
Hinweisschild
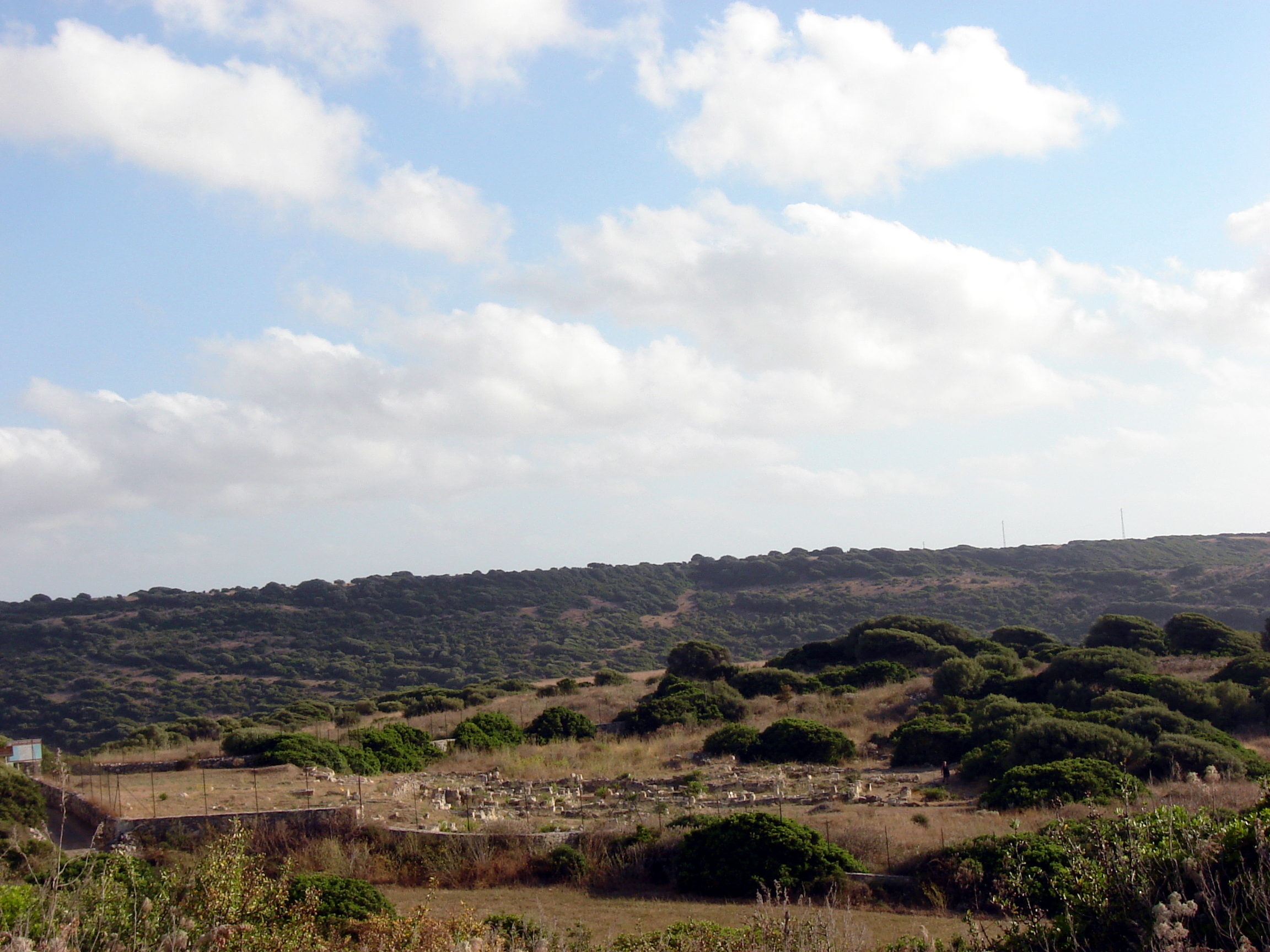
Panorama